# أسل ضعيف
أسل ضعيف (الاسم العلمي: Juncus debilis) نوع نباتي يتبع جنس الأسل وينتمي إلى الفصيلة الأسلية.